# Clive Granger
Sir Clive William John Granger (født 4. september 1934, død 27. maj 2009) var en britisk økonom med speciale inden for økonometri, der bl.a. var professor ved University of Nottingham i England og University of California, San Diego i USA. I 2003 modtog han Nobelprisen i økonomi (delt med Robert F. Engle) for sine "metoder til at analysere økonomiske tidsserier med en fælles trend (kointegration)". De to økonomer har bidraget til forskningen i behandlingen af tidsseriedata, som fundamentalt har ændret den måde, hvorpå økonomer analyserer finansielle og makroøkonomiske data.

## Baggrund
Clive Granger blev født i 1934 i Swansea i det sydlige Wales, men allerede året efter flyttede hans familie til Lincoln i England. Under anden verdenskrig flyttede Granger med sin mor til Cambridge, hvor han påbegyndte sin skolegang. Efter krigen flyttede familien igen, denne gang til Nottingham. Granger udviste stort talent for matematik i skolen, og studerede videre ved University of Nottingham, hvorfra han i 1955 fik en bachelor-grad i matematik. Han fortsatte med ph.d.-studier i statistik, specielt analyser af tidsserier, sammesteds og fik i 1959 sin ph.d-grad med en afhandling, der havde titlen "Testing for Non-stationarity".
Efter bl.a. et år ved Princeton University blev Granger i 1964 professor ved University of Nottingham. I løbet af 1960'erne offentliggjorde han - alene og sammen med medforfattere - flere af de arbejder, der blev banebrydende inden for tidsserieøkonometri. Det gjaldt således bogen (skrevet sammen med Michio Hatanaka) Spectral Analysis of Economic Time Series og artiklen "The typical spectral shape of an economic variable", der blev offentliggjort i det førende tidsskrift Econometrica i 1966. I en senere artikel i Econometrica i 1969 fremlagde Granger det begreb, der senere blev kendt som Granger-kausalitet.
Senere interesserede Granger sig for arbejdet med at lave prognoser ud fra tidsseriedata, og sammen med Paul Newbold skrev han i 1977 en bog, som blev et standardværk inden for feltet. Sammen med Newbold offentliggjorde han også i 1974 en berømt artikel om spuriøs regression (dvs. tilfældige overensstemmelser mellem forskellige statistiske data), som førte til en reevaluering af meget tidligere empirisk arbejde inden for økonomi.
I 1974 flyttede han til USA for at arbejde ved University of California at San Diego. Her kom han til at arbejde tæt sammen med Robert F. Engle, som han senere delte Nobelprisen med, og også med den danske statistiker og økonometriker Søren Johansen. Granger var med til at få Engle til San Diego. Sammen med Engle skrev han en artikel (offentliggjort i 1987 i Econometrica] om kointegration og introducerede dermed dette begreb i økonometrien. 
Granger var gift med Patricia (Lady Granger) fra 1960 til sin død. Sammen fik de sønnen Mark William John og datteren Claire Amanda Jane.
Granger døde 27. maj 2009 i La Jolla i Californien.